# Кубок мира по лёгкой атлетике 1979
2-й Кубок мира по лёгкой атлетике прошёл 24—26 августа 1979 года на Олимпийском стадионе в Монреале (Канада). В турнире приняли участие по 8 команд среди мужчин и женщин: 5 сборных континентов и 3 сильнейшие страны. На протяжении трёх дней участники боролись за командную победу по итогам 20 мужских и 15 женских легкоатлетических дисциплин.
К участию в Кубке мира 1979 года были допущены по 8 мужских и женских команд:
- США
- По 2 лучшие сборные по итогам Кубка Европы 1979 года ( ГДР и  СССР у мужчин и у женщин)
- 5 сборных континентов: Азия, Америка, Африка, Европа, Океания

В программе Кубка мира впервые был проведён женский бег на 400 метров с барьерами.

## Формат
В каждой из проводимых дисциплин выступал один человек от команды. Команда-победитель определялась по наибольшей набранной сумме очков. Очки начислялись следующим образомː за победу в дисциплине — 8 очков, 2-е место — 7 очков, 3-е место — 6 очков, 4-е — 5 очков, 5-е — 4 очка, 6-е — 3 очка, 7-е — 2 очка, 8-е — 1 очко. Дисквалифицированные, сошедшие с дистанции, а также не имевшие зачётных попыток участники не получали ни одного очка.

## Соревнования
Эфиопский стайер Мирутс Ифтер на втором Кубке мира подряд сделал победный дубль, выиграв дистанции 5000 и 10 000 метров.
Американец Эдвин Мозес так же, как и Ифтер, повторил свой успех двухлетней давности. Он вновь стал первым в беге на 400 метров с барьерами (47,53), уступив всего восемь сотых секунды собственному мировому рекорду (47,45).
Ещё одним спортсменом, кто близко подобрался к своим же рекордным результатам, стала Марита Кох. В беге на 400 метров она победила с четвёртым временем в истории (48,97), а в эстафете 4×400 метров в составе команды ГДР показала третий результат в мировом топ-листе (3.20,37).
Яркими выступлениями в спринте отметилась американка Эвелин Эшфорд. Именно она не позволила Кох одержать три победы на турнире, опередив восточногерманскую бегунью на дистанции 200 метров. Для этого Эшфорд пришлось установить новый национальный рекорд 21,83, который уступил мировому 0,12 секунды.

## Командное первенство
Женская сборная ГДР выиграла 7 из 15 дисциплин и уверенно опередила советскую команду на 8 очков. В мужской части соревнований спортсмены из США оказались сильнее в борьбе со сборной Европы.
| Место | Команда | Очки |
| ----- | ------- | ---- |
| 1     | США     | 119  |
| 2     | Европа  | 112  |
| 3     | ГДР     | 108  |
| 4     | СССР    | 102  |
| 5     | Америка | 98   |
| 6     | Африка  | 84   |
| 7     | Океания | 58   |
| 8     | Азия    | 36   |

| Место | Команда | Очки |
| ----- | ------- | ---- |
| 1     | ГДР     | 106  |
| 2     | СССР    | 98   |
| 3     | Европа  | 88   |
| 4     | США     | 76   |
| 5     | Америка | 68   |
| 6     | Океания | 47   |
| 7     | Африка  | 30   |
| 8     | Азия    | 26   |

## Результаты

### Сильнейшие в отдельных видах — мужчины
Сокращения: WR — мировой рекорд | AR — рекорд континента | NR — национальный рекорд | CR — рекорд Кубка мира

| Дисциплина                         | 1-е место                                                                 | 1-е место            | 2-е место                                                               | 2-е место          | 3-е место                                                         | 3-е место            |
| ---------------------------------- | ------------------------------------------------------------------------- | -------------------- | ----------------------------------------------------------------------- | ------------------ | ----------------------------------------------------------------- | -------------------- |
| 100 м (ветер: −0,4 м/с)            | Джеймс Сэнфорд США                                                        | 10,17                | Сильвио Леонард Америка/Куба                                            | 10,26              | Мариан Воронин Европа/Польша                                      | 10,28                |
| 200 м (ветер: 0,0 м/с)             | Сильвио Леонард Америка/Куба                                              | 20,34                | Лешек Дунецкий Европа/Польша                                            | 20,50              | Питер Окодогбе Африка/Нигерия                                     | 20,69                |
| 400 м                              | Хассан Эль-Кашиф Африка/Судан                                             | 45,39                | Николай Чернецкий СССР                                                  | 46,06              | Тони Дарден США                                                   | 46,12                |
| 800 м                              | Джеймс Майна Африка/Кения                                                 | 1.47,69              | Джеймс Робинсон США                                                     | 1.47,85            | Вилли Вюльбек Европа/ФРГ                                          | 1.47,88              |
| 1500 м                             | Томас Вессингхаге Европа/ФРГ                                              | 3.46,00              | Владимир Пономарёв СССР                                                 | 3.46,13            | Юрген Штрауб ГДР                                                  | 3.46,30              |
| 5000 м                             | Мирутс Ифтер Африка/Эфиопия                                               | 13.35,9              | Валерий Абрамов СССР                                                    | 13.37,6            | Маркус Риффель Европа/Швейцария                                   | 13.38,6              |
| 10 000 м                           | Мирутс Ифтер Африка/Эфиопия                                               | 27.53,07 CR          | Крейг Вирджин США                                                       | 27.59,55           | Александр Антипов СССР                                            | 28.25,17             |
| 3000 м с препятствиями             | Кип Роно Африка/Кения                                                     | 8.25,97              | Ральф Пёницш ГДР                                                        | 8.29,28            | Мариано Скартеццини Европа/Италия                                 | 8.29,44              |
| 110 м с барьерами (ветер: 0,0 м/с) | Ренальдо Нехемиа США                                                      | 13,39 CR             | Томас Мункельт ГДР                                                      | 13,42              | Алехандро Касаньяс Америка/Куба                                   | 13,44                |
| 400 м с барьерами                  | Эдвин Мозес США                                                           | 47,53 CR             | Харальд Шмид Европа/ФРГ                                                 | 48,71              | Василий Архипенко СССР                                            | 48,97                |
| Прыжок в высоту                    | Франклин Джейкобс США                                                     | 2,27 м               | Яцек Вшола Европа/Польша                                                | 2,27 м             | Александр Григорьев СССР                                          | 2,24 м               |
| Прыжок с шестом                    | Майк Тулли США                                                            | 5,45 м               | Патрик Абада Европа/Франция                                             | 5,45 м             | Константин Волков СССР                                            | 5,30 м               |
| Прыжок в длину                     | Ларри Майрикс США                                                         | 8,52 м (0,0 м/с) CR  | Луц Домбровски ГДР                                                      | 8,27 м (0,0 м/с)   | Давид Хиральт Америка/Куба                                        | 8,22 м (+0,6 м/с) AR |
| Тройной прыжок                     | Жуан Карлуш ди Оливейра Америка/Бразилия                                  | 17,02 м (0,0 м/с) CR | Геннадий Валюкевич СССР                                                 | 16,94 м (−0,4 м/с) | Иен Кэмпбелл Океания/Австралия                                    | 16,76 м (0,0 м/с)    |
| Толкание ядра                      | Удо Байер ГДР                                                             | 20,45 м              | Рейо Стольберг Европа/Финляндия                                         | 20,05 м            | Александр Барышников СССР                                         | 20,00 м              |
| Метание диска                      | Вольфганг Шмидт ГДР                                                       | 66,02 м              | Мак Уилкинс США                                                         | 64,92 м            | Луис Делис Америка/Куба                                           | 63,50 м              |
| Метание молота                     | Сергей Литвинов СССР                                                      | 78,70 м CR           | Карл-Ханс Рим Европа/ФРГ                                                | 75,88 м            | Роланд Штойк ГДР                                                  | 74,82 м              |
| Метание копья                      | Вольфганг Ханиш ГДР                                                       | 86,48 м              | Майк О’Рурк Океания/Новая Зеландия                                      | 85,80 м            | Антонио Гонсалес Америка/Куба                                     | 83,44 м              |
| Эстафета 4×100 м                   | Америка Освальдо Лара Нелсон дос Сантос Сильвио Леонард Алтевир де Араужо | 38,70                | США · Майк Роберсон · Харви Гланс · Мел Латтани · Стив Риддик           | 38,77              | Европа Ежи Бруннер Лешек Дунецкий Зенон Личнерский Мариан Воронин | 38,85                |
| Эстафета 4×400 м                   | США · Херман Фрейзир · Билл Грин · Уилли Смит · Тони Дарден               | 3.00,70 CR           | Европа Ришард Подляс Франц-Петер Хофмайстер Харри Шультинг Харальд Шмид | 3.00,80            | Африка Билли Кончеллах Деле Удо Джеймс Атути Хассан Эль-Кашиф     | 3.01,22              |

### Сильнейшие в отдельных видах — женщины
| Дисциплина                          | 1-е место                                                          | 1-е место           | 2-е место                                                                       | 2-е место        | 3-е место                                                                       | 3-е место        |
| ----------------------------------- | ------------------------------------------------------------------ | ------------------- | ------------------------------------------------------------------------------- | ---------------- | ------------------------------------------------------------------------------- | ---------------- |
| 100 м (ветер: −0,9 м/с)             | Эвелин Эшфорд США                                                  | 11,06 CR            | Марлис Гёр ГДР                                                                  | 11,17            | Аннегрет Рихтер Европа/ФРГ                                                      | 11,36            |
| 200 м (ветер: −0,2 м/с)             | Эвелин Эшфорд США                                                  | 21,83 AR CR         | Марита Кох ГДР                                                                  | 22,02            | Людмила Кондратьева СССР                                                        | 22,66            |
| 400 м                               | Марита Кох ГДР                                                     | 48,97 CR            | Мария Кульчунова СССР                                                           | 50,60            | Ирена Шевиньская Европа/Польша                                                  | 51,15            |
| 800 м                               | Николина Штерева Европа/Болгария                                   | 2.00,52             | Надежда Мушта СССР                                                              | 2.01,09          | Анита Вайсс ГДР                                                                 | 2.01,33          |
| 1500 м                              | Кристиане Вартенберг [a] ГДР                                       | 4.06,88 [a] CR      | Гиана Романова [a] СССР                                                         | 4.08,73 [a]      | Фрэнси Ларрьё [a] США                                                           | 4.09,16 [a]      |
| 3000 м                              | Светлана Ульмасова СССР                                            | 8.36,34 CR          | Грете Вайтц Европа/Норвегия                                                     | 8.38,59          | Фрэнси Ларрьё США                                                               | 8.53,02          |
| 100 м с барьерами (ветер: −0,1 м/с) | Гражина Рабштын Европа/Польша                                      | 12,67 CR            | Татьяна Анисимова СССР                                                          | 12,75            | Керстин Клаус ГДР                                                               | 13,03            |
| 400 м с барьерами                   | Бербель Клепп ГДР                                                  | 55,83 CR            | Марина Макеева СССР                                                             | 56,37            | Дебби Эссер США                                                                 | 56,75            |
| Прыжок в высоту                     | Дебби Брилл Америка/Канада                                         | 1,96 м AR           | Сара Симеони Европа/Италия                                                      | 1,94 м           | Нина Сербина СССР                                                               | 1,90 м           |
| Прыжок в длину                      | Анита Стукане СССР                                                 | 6,64 м (0,0 м/с) CR | Бригитте Вуяк ГДР                                                               | 6,55 м (0,0 м/с) | Кэти Макмиллан США                                                              | 6,31 м (0,0 м/с) |
| Толкание ядра                       | Илона Слупянек ГДР                                                 | 20,98 м CR          | Гелена Фибингерова Европа/Чехословакия                                          | 19,74 м          | Светлана Крачевская СССР                                                        | 19,70 м          |
| Метание диска                       | Эвелин Яль ГДР                                                     | 65,18 м             | Светлана Мельникова СССР                                                        | 65,14 м          | Мария Бетанкур Америка/Куба                                                     | 62,84 м          |
| Метание копья                       | Рут Фукс ГДР                                                       | 66,10 м CR          | Ева Радуй-Зёргё Европа/Румыния                                                  | 65,82 м          | Мария Колон Америка/Куба                                                        | 63,50 м          |
| Эстафета 4×100 м                    | Европа Линда Хаглунд Шанталь Рега Аннегрет Рихтер Хизер Хант       | 42,19 CR            | ГДР · Кристина Бремер · Роми Шнайдер · Ингрид Ауэрсвальд · Марлис Гёр           | 42,32            | СССР · Вера Анисимова · Ольга Короткова · Марина Сидорова · Людмила Кондратьева | 42,52            |
| Эстафета 4×400 м                    | ГДР · Габриэле Котте · Кристина Бремер · Бригитте Кён · Марита Кох | 3.20,37 CR          | СССР · Ирина Багрянцева · Татьяна Пророченко · Нина Зюськова · Мария Кульчунова | 3.23,04          | США · Шэрон Дабни · Розалин Брайант · Патрисия Джексон · Шерри Ховард           | 3.27,36          |

a  В октябре 1979 года ИААФ дисквалифицировала семь легкоатлеток из Восточной Европы в связи с положительными допинг-пробами. Среди них оказалась и болгарская бегунья на средние дистанции Тотка Петрова. Допинг-тестирование на Балканских играх в августе 1979 года выявило следы применения спортсменкой запрещённых анаболических стероидов. В соответствии с правилами все результаты Петровой после положительной пробы были аннулированы, в том числе первое место в беге на 1500 метров на Кубке мира — 1979 с результатом 4.06,47.